# 伊藤壇
伊藤壇（ITO Dan，1975年11月3日—），是一名日本足球運動員，於北海道出生，目前效力于關島聯賽的足球隊關島流浪足球會。

## 球員生涯
曾效力日本職業足球乙級聯賽球隊仙台維加泰，隨後展開亞洲流浪之旅，先後在澳洲、新加坡、越南、汶萊、泰國、馬來西亞、馬爾代夫、香港、澳門、印度、緬甸、尼泊爾、柬埔寨、菲律宾、蒙古、關島聯賽落班，於2004年到香港加盟香港甲組足球聯賽球隊傑志兩年，並曾入選港聯；2008年重臨香港短暫效力屯門普高，可司職中場多個位置，包括進攻中場、中場中。2009年到澳門落班加盟升班馬名門世家加義，是澳門首名職業球員及日本外援。

## 疑似亞洲最快入球紀錄
2009年5月底，於澳門聯賽名門世家加義對皇朝一戰，開波僅3.11秒即起腳笠射入網，當地電視台亦拍下整個入球過程，會方認為這個入球有機會創下最快入球紀錄，已將資料上報亞洲足協等待確認。。

## 外部連結
- 伊藤壇部落格
- 伊藤壇的X（前Twitter）